# James Plumeri
James Plumeri, noto anche come Jimmy Doyle e James Plumer (Regalbuto, 14 aprile 1903 – New York, 17 settembre 1971), è stato un mafioso italiano, importante uomo d'onore, capodecina della Famiglia Lucchese di New York dagli anni quaranta, fino al 1971 anno del suo omicidio.

## Biografia

### I primi anni
Giacomo Plumeri nasce il 14 aprile del 1903 a Regalbuto, in Sicilia. Ad inizio secolo ancora bambino emigra in America, con i suoi genitori Gaetano e Giuseppina Granazi, i suoi fratelli Vito e Giuseppe e le sorelle Angelina, Rosa, Viola e Caterina. Verrà naturalizzato cittadino americano a New York, il 29 luglio del 1926.
Alla fine degli anni venti si sposa con una ragazza di nome Mary Orapollo, e poco tempo dopo nascerà il primogenito Thomas, anche lui futuro mafioso. Plumeri introdurrà nella cosca mafiosa anche i suoi nipoti, figli di sua sorella Rosa: Giovanni Dioguardi, Thomas Dioguardi, Frank Dioguardi, e Vincent Dioguardi.

### Storia criminale
Sin da giovanissimo inizia la sua carriera nella malavita, ed alla metà degli anni venti, diviene ufficialmente un uomo d'onore nella famiglia di Gaetano Reina, padrino del Bronx. I suoi primi arresti risalivano al 1923, per reati come: estorsione, omicidio, contrabbando di alcool e aggressione a mano armata.
Negli anni quaranta il suo potere all'interno della cosca aumenta, infatti viene promosso da soldato a capodecina. I suoi soldati di fiducia saranno: suo figlio Thomas Plumeri, i suoi nipoti Frank Dioguardi, Thomas Dioguardi, Vincent Dioguardi, John Dioguardi, John Di Carlo, ed il suo braccio destro Salvatore Granello.

### Località frequentate
Plumeri risiedeva con sua moglie a New York, ma dalla metà degli anni cinquanta, su ordine del capo della famiglia Gaetano Lucchese, si era trasferito in Florida, al "9224 Dickens Avenue" nella cittadina di Surfside, per curare gli affari nel gioco d'azzardo della vicina Miami Beach. Inoltre frequentava l'area di Midtown Manhattan, L'Avana a Cuba ed era un assiduo frequentatore dei più importanti incontri di pugilato.

### Modus operandi
Secondo le autorità e i documenti dell'FBI, Plumeri era: "un importante membro della Mafia di New York, che con altri mafiosi della città, usava metodi violenti e terroristici per ottenere il controllo di molte industrie dell'abbigliamento, di Manhattan, ed il controllo di numerosi sindacati dello stesso settore".
Secondo fonti attendibili Plumeri era stato contattato dalla CIA, affinché grazie ai suoi contatti a Cuba, aiutasse ad organizzare l'invasione dell'isola da parte degli esuli cubani della Florida.

### Affari
Plumeri aveva interessi in numerose società legali, tra cui la: "Seam Binding Company", e l'"Ell Gee Carriers Coop", con sede legale al 218 W 35° strada a New York, la "Trucking Concerns" e infine la "Dress Factory" ad Allentown, in Pennsylvania.

## Mafiosi associati
Plumeri aveva rapporti di affari, di alleanza, e di collaborazione, con i seguenti mafiosi:
- New York
  - Gaetano Lucchese
  - Giovanni Dioguardi
  - Joe Stracci
  - Joseph Rao
- Florida
  - Frankie Carbo
  - Thomas Dioguardi
- Pennsylvania
  - Russell Bufalino
  - Dominick Alaimo
  - Harry Stromberg, noto "associato" ebreo della Famiglia Lucchese

## L'omicidio
Giacomo Plumeri viene assassinato il 17 settembre del 1971 a New York. Dall'autopsia la polizia accertò che il mafioso era stato strangolato.

## Fonti
- americanmafia.com
- Mafia, the secret file organized crime